# Cypress Semiconductor Corporation
Cypress Semiconductor Corporation fue una empresa norteamericana dedicada al diseño y fabricación de semiconductores. Fabricaba memorias flash NOR, microcontroladores Traveo F-RAM y SRAM, las únicas soluciones PSoC system-on-chip programables, ICs para gestión de potencia  (PMIC), CapSense controladores capacitivos sensibles al tacto, soluciones de Baja Energía Bluetooth (BLE) y de conectividad USB. En junio de 2019, Infineon Technologies anunció que iba a comprar Cypress por la suma de 9400 millones de dólares. El negocio se concretó en abril de 2020, con lo que Infineon se convirtió en uno de los 10 mayores fabricantes de semiconductores.
Sus oficinas centrales se encuentran en San José, California, y posee centros de operaciones en los Estados Unidos, Irlanda, India y las Filipinas.
Algunos de sus competidores principales incluyen Microchip Tecnología, Tecnología de Dispositivo Integrado, Samsung Electrónica, y Xilinx. En abril de 2016, Cypress Semiconductors anunció la compra de   Wireless Internet of Things Business de Broadcom. El negocio se concretó en julio de 2016.

## Lista de adquisiciones
Desde su fundación, Cypress fue incubadora de subsidiarias bajo su control total, a las cuales se les daba cierto grado de autonomía y además compró numerosas empresas pequeñas de tecnología. Por otra parte, Cypress incorporó algunas de sus tecnologías en subsidiarias, para acelerar el desarrollo de productos tales como el PSoC Programmable System-on-Chip (SoC) que integra componentes analógicos y digitales con un  microcontrolador en un único chip para conformar una solución completa para sistemas embebidos. Las compras realizadas desde comienzos de la década de 1990s, fueron:
- Tecnología de temporización
  - IC Design
  - IC Works[6]
  - International Microcircuits Inc.
- Tecnología USB
  - Anchor Chips
  - In-System Design
  - ScanLogic
- Tecnología SoC
  - Broadcom (WICED)
  - Cypress Microsystems (PSoC)
- Tecnología RAM
  - Galvantech, Inc.
  - Cascade Semiconductor Corporation
  - Simtek Corporation
  - Ramtron
- Tecnología de Radio frecuencia
  - Alation
  - RadioCom
- Tecnología de celdas solares
  - SunPower
  - PowerLight
- Sensores de imagen
  - Silicon Light Machines
  - FillFactory (sold to ON Semiconductor)
  - SMaL Camera Technologies(Sold to Sensata Technologies in 2007)
- Datacom/Telecom 
  - Arcus
  - Silicon Packets
  - Lara Networks
  - HiBand Semiconductors